# Marquises-szigetek
A Marquises-szigetek (franciául: Îles Marquises, marquises-szigeteki nyelven Te Henua (K)enana (északi nyelvjárás) vagy Te Fenua `Enata (déli nyelvjárás)) Francia Polinéziában, a Csendes-óceán délkeleti részén fekvő francia tengerentúli területen található vulkáni eredetű szigetcsoport. A terület Francia Polinézia öt közigazgatási egységének (subdivisions administratives) egyike. Székhelye a Nuku Hiva szigetén található Taiohae.
2010-es tudományos kutatások szerint a szigetet a polinézek Nyugat-Polinéziából érkezve, két hullámban kolonizálták i. sz. 1025-1120 között, lakossága embertanilag meglehetősen egységes.
A szigetcsoportot az UNESCO a világörökség részéve nyilvánította 2024-ben a területén található régészeti helyszínek, az ott található igen változatos növényzet és a déli-csendes óceáni térség egyik legváltozatosabb tengeri madárkolóniák miatt.

## Neve
A szigetcsoportnak felfedezője, Álvaro de Mendaña de Neira spanyol hajós adott nevet, amikor 1595. július 21-én megpillantotta, mégpedig patrónusa, García Hurtado de Mendoza, Cañete márkija rangja után, aki akkoriban Peru alkirálya volt. Eredeti spanyol neve így Islas Marquesas de Mendoza volt, ami aztán a spanyolban Islas Marquesas-ra rövidült. Ezt vették át az angolok Marquesas Islands formában. A franciák ezt Îles Marquises-ra fordították, miután gyarmatbirodalmukhoz csatolták. Magyarul ebből lett a Marquises-szigetek forma a hivatalos magyar térképészeti gyakorlat szerint.

## Földrajz
Míg a Francia Polinézia többi szigete általában korallzátonnyal van körülvéve, a Marquises-szigeteknél ilyenek nincsenek. A szigetek vulkáni eredetűek. Partjaik meredekek és szűk völgyek és szorosok tagolják belsejüket. Az éghajlat forró és viszonylag száraz. A szigeteken nincsenek lagúnák, azonban vannak sűrű őserdők és több száz méter magas vízesések.  A 6 lakott és 6 lakatlan sziget legmagasabb pontja az 1230 m magas Oave, amely Ua Pou szigetén magasodik. A fennsíkokat 5 millió évesnek becsülik.

### Szigetek
| Sziget neve | Szigetcsoport | Terület (km²) | Lakók száma (2012) | Pozíció               |
| ----------- | ------------- | ------------- | ------------------ | --------------------- |
| Nuku Hiva   | északi        | 339           | 2966               | 8° 52′ S, 140° 6′ W   |
| Ua Pou      | északi        | 105           | 2173               | 9° 25′ S, 140° 5′ W   |
| Ua Huka     | északi        | 83,4          | 621                | 8° 54′ S, 139° 33′ W  |
| Eiao        | északi        | 43,8          | -                  | 8° 0′ S, 140° 42′ W   |
| Hatutu      | északi        | 6,4           | -                  | 7° 55′ S, 140° 34′ W  |
| Motu Iti    | északi        | 0,3           | -                  | 8° 40′ S, 140° 37′ W  |
| Motu One    | északi        | 0,03          | -                  | 8° 0′ S, 139° 12′ W   |
| Hiva Oa     | déli          | 387           | 2190               | 9° 45′ S, 139° 0′ W   |
| Tahuata     | déli          | 61            | 703                | 9° 56′ S, 139° 6′ W   |
| Fatu Hiva   | déli          | 84            | 611                | 10° 29′ S, 138° 39′ W |
| Fatu Huku   | déli          | 1,3           | -                  | 9° 25′ S, 138° 55′ W  |
| Mohotane    | déli          | 15            | -                  | 10° 0′ S, 138° 50′ W  |

## Élővilág
A kutatók 460 halfajtát számoltak össze, köztük 20 teljesen ismeretlent. Az egyedi fajták aránya ugyanez a szivacsoknál, rákféléknél és az algáknál. A szárazföldi élővilág nagyon szegényes, a gyarmatosítók megérkezése előtt csak a patkányok és a sertések voltak az egyedüli emlősök a szárazföldön. Mára már meghonosodott a kecske és a szarvasmarha.

## Történelem

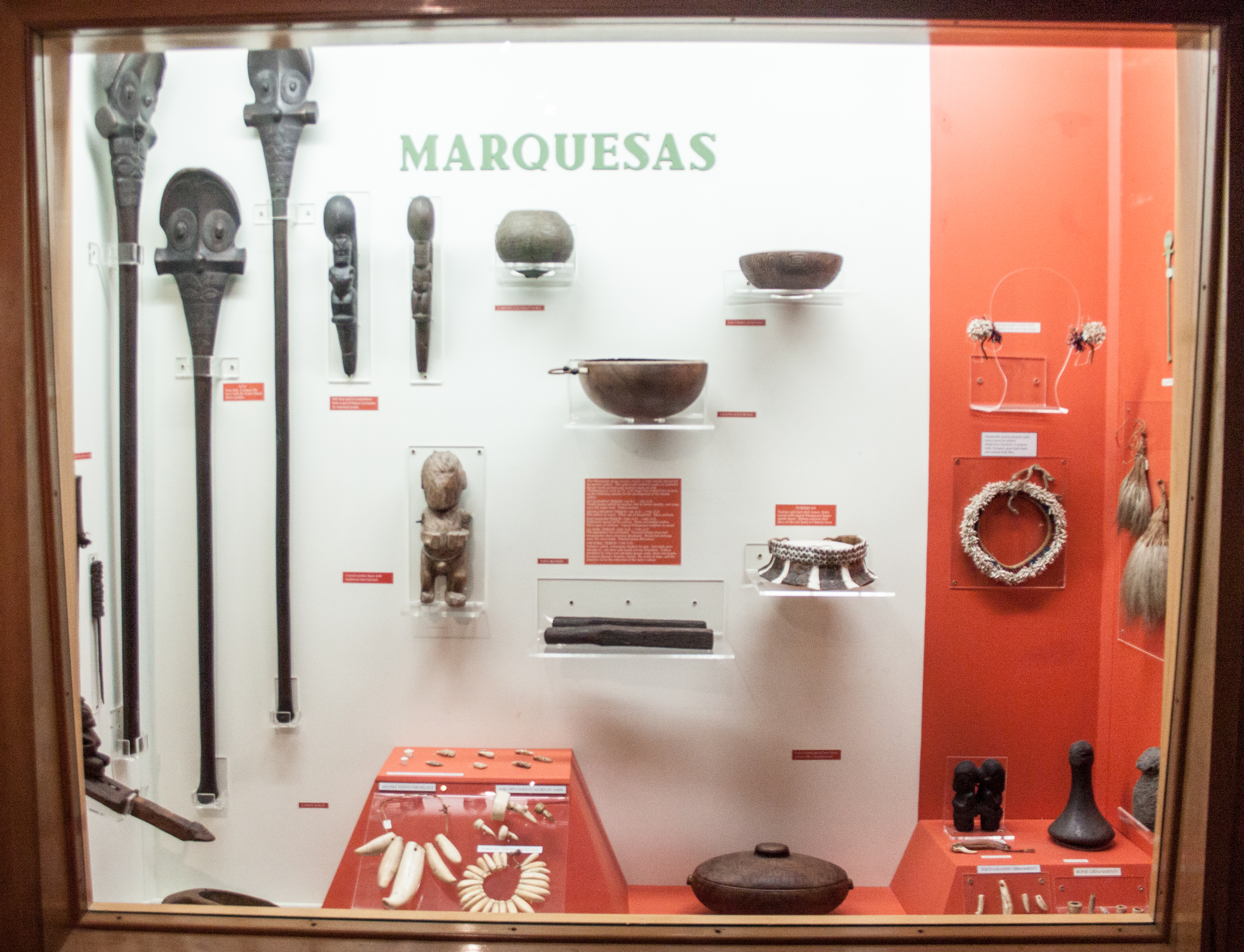
Tárgyak a Marquises-szigetekről az Otago Museumban

Modern kutatások 2010-ben közzétett eredményei szerint a korábban feltételezettnél jóval később, a 11-12. században érkeztek a szigetekre a polinéz bevándorlók Szamoa térségéből. A 13. század végére a szigetcsoport összes lakható szigetén megtelepültek. A gyors kolonizáció eredményeképpen a kelet-polinéziai térség nyelve és kultúrája meglehetősen egységes.
Az európai utazók közül elsőként 1595-ben fedezte fel a szigeteket a spanyol Alvaro de Mendana de Neira. Ezután közel 200 évig nem jártak erre felfedezők. 1774-ben James Cook jutott el ide második nagy útja során. A 18. század végén francia gyarmatosítók érkeztek a szigetekre. A nyugati civilizáció hatására Marquises lakossága 1842 és 1926 között 18000-ről 2000-re csökkent.

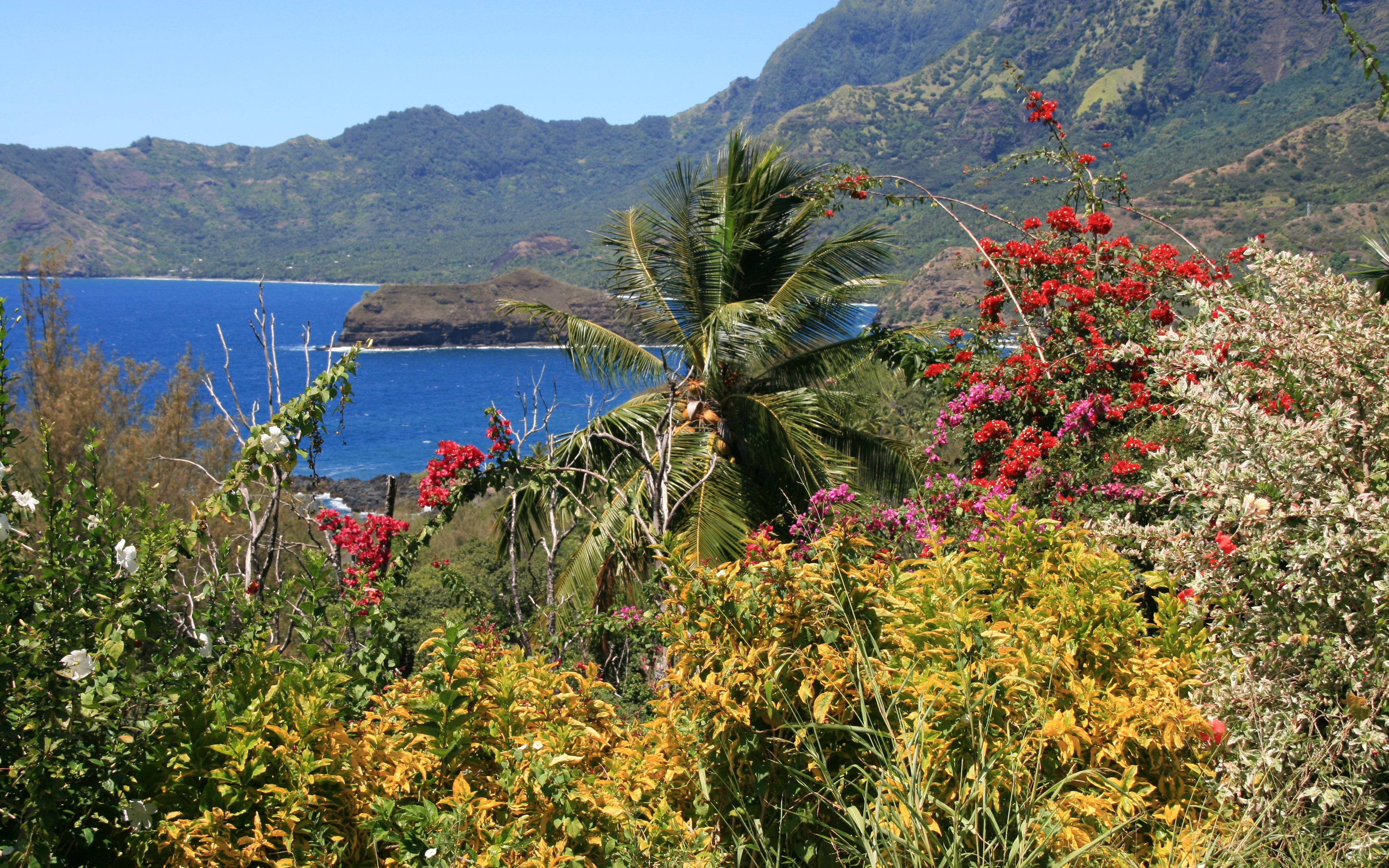
Hiva Oa

## Gazdaság
Fő export termékek a banán, ananász, cukornád, kenyérfa, kókuszdió, narancs, citrom és dohány.

## Turizmus
A szigetcsoport a Lonely Planet által összeállított, 2011 legkívánatosabb úti céljait tartalmazó lista 3. helyére került.  Papeeteből hetente csak öt repülőjárat érkezik. Nuku Hiván és Hiva Oá-n vannak csak szállodák. Tradicionális érték a ritmikus énekek, dalbeszéd, művészi tetoválások, és a helyi konyha. Nuku Hiván turistáknak terepjárót bérelhetnek.

## Marquises-szigeteki nyelv
Mivel a szigetek a Francia Polinéziához tartoznak, ezért a szigeten két hivatalos nyelv van, a francia és a tahiti. A szigetek bennszülött lakossága egymás között leginkább a tahitihoz hasonlóan az ausztronéz nyelvcsaládba, a polinéz nyelvek ágába tartozó helyi marquises-szigeteki nyelv két változatát, az északit és a délit használja, bár egy 2007-es felmérés szerint a lakosság több mint 90%-a beszél franciául.

## Érdekesség
- Egyik szigetén, a Fatu Hiván élt 1936-ban Thor Heyerdahl első feleségével,  Livvel „paradicsomi életet”.

## Fordítás
- Ez a szócikk részben vagy egészben a Marquesas Islands című angol Wikipédia-szócikk ezen változatának fordításán alapul.  Az eredeti cikk szerkesztőit annak laptörténete sorolja fel. Ez a jelzés csupán a megfogalmazás eredetét és a szerzői jogokat jelzi, nem szolgál a cikkben szereplő információk forrásmegjelöléseként.